# Rainer Bernhardt

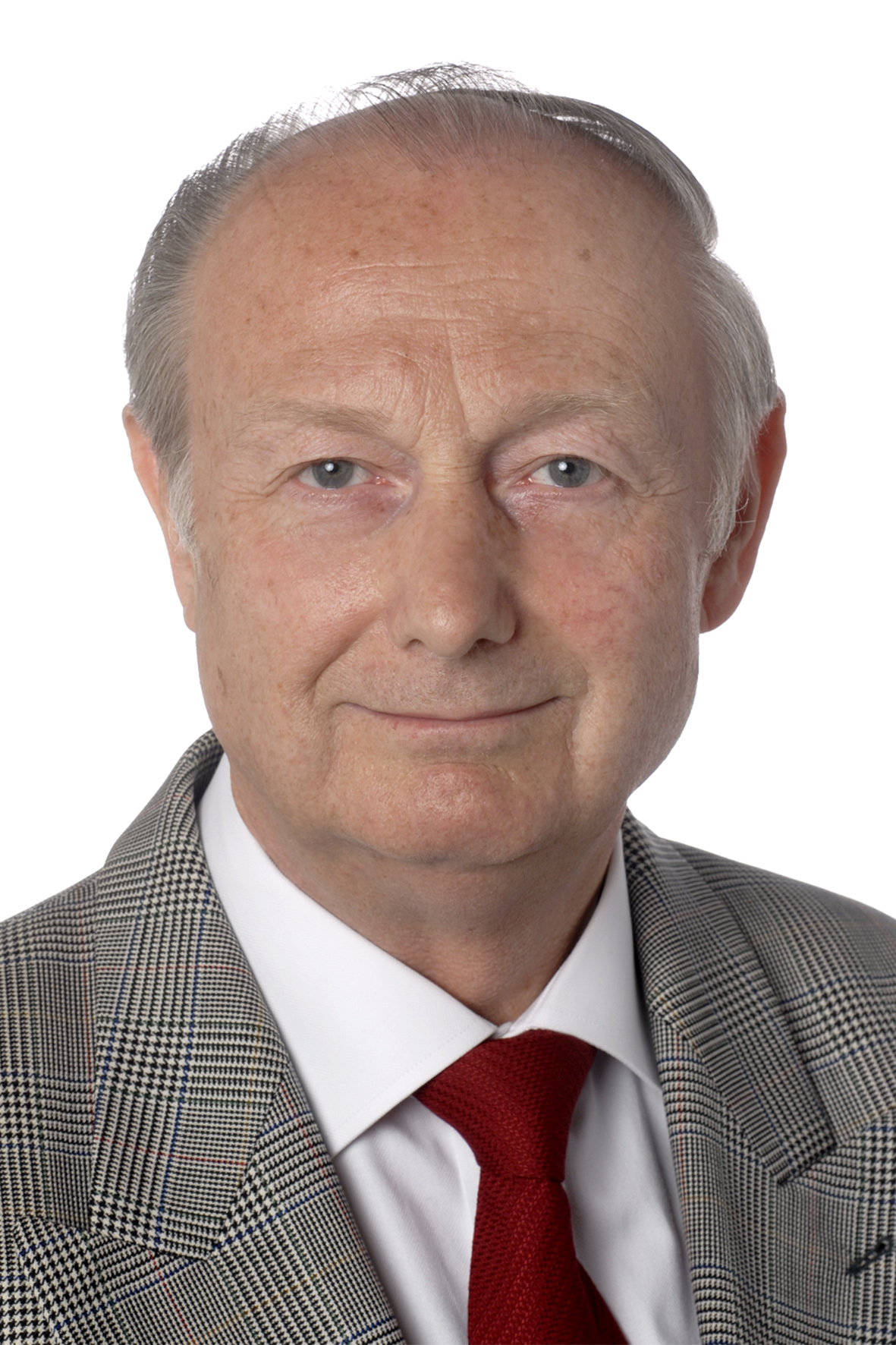
Rainer Bernhardt

Rainer Herbert Georg Bernhardt (* 10. Oktober 1942 in Berlin) ist ein deutscher Althistoriker.

## Leben
Nach dem Abitur in Hamburg leistete Rainer Bernhardt seinen Wehrdienst, den er mit dem Dienstgrad eines Leutnants der Reserve abschloss. Anschließend studierte er Geschichte, Latein und Griechisch an den Universitäten Hamburg und Edinburgh. 1969 begleitete er Peter Herrmann auf einer epigraphischen Forschungsreise in die Türkei; 1972 war er in der türkischen archäologischen Grabung im antiken Kaunos tätig. Nach der Promotion 1971 wurde er wissenschaftlicher Assistent Herrmanns am damaligen Seminar für Alte Geschichte der Universität Hamburg, 1980 erfolgte die Habilitation. 1985 wurde er zum Professor nach § 17 Hamburgisches Hochschulgesetz (Angestellter in der Funktion eines Akademischen Oberrates) an der Universität Hamburg ernannt. In der Folgezeit lehrte er als Vertretungsprofessor an den Universitäten Frankfurt am Main, Kiel und Marburg. 1991/92 war er Gast am Institute for Advanced Study in Princeton. Von 1993 bis zu seiner Pensionierung im Jahr 2008 war Bernhardt der erste Professor für Alte Geschichte an der Universität Rostock seit dem Wechsel von Ernst Hohl 1949 an die Humboldt-Universität zu Berlin. Sein Nachfolger wurde Egon Flaig.
Bernhardts Forschungsgebiete sind die Beziehungen zwischen Rom und den Städten des griechischen Ostens vom 3. Jahrhundert v. Chr. bis zum 3. Jahrhundert n. Chr., besonders Probleme des römischen Imperialismus, der römischen Herrschaftsformen und der Provinzialverwaltung, ferner griechische Mentalitäts- und Sittengeschichte vom 6. Jahrhundert v. Chr. bis in die römische Kaiserzeit, vor allem Vorstellungen der Griechen über den Zusammenhang zwischen der Lebensform der Polisbürger und ihrem politischen Verhalten und einschlägige gesetzliche Maßnahmen.

## Schriften (Auswahl)
- Imperium und Eleutheria. Die römische Politik gegenüber den freien Städten des griechischen Ostens. Hamburg 1971 (ungedruckte Dissertation).
- Polis und römische Herrschaft in der späten Republik (149–31 v. Chr.) (= Untersuchungen zur antiken Literatur und Geschichte, Band 21).  De Gruyter, Berlin – New York 1985, ISBN 3-11-009505-X.
- Rom und die Städte des hellenistischen Ostens (3.–1. Jahrhundert v. Chr.). Literaturbericht 1965–1995 (= Historische Zeitschrift, Sonderheft 18). Oldenbourg, München 1998, ISBN 3-486-64448-3.
- Luxuskritik und Aufwandsbeschränkungen in der griechischen Welt (= Historia Einzelschrift, Band 168). Steiner, Stuttgart 2003, ISBN 3-515-08320-0.
- Der rastlose Sisyphos. Mentalität, Lebensideale und Politik bei den Griechen der Antike. Kohlhammer, Stuttgart 2023, ISBN 978-3-17-043456-1.